# دان كامبل
دان كامبل (بالإنجليزية: Dan Campbell)‏ هو لاعب كرة قدم أمريكية أمريكي، ولد في 13 أبريل 1976 في كليفتون في الولايات المتحدة.

## وصلات خارجية
- دان كامبل على موقع مرجع كرة القدم المحترفة.كوم (الإنجليزية)